# Víctor Niño
Niño  Corredor est un nom espagnol. Le premier nom de famille, en général paternel, est Niño ; le second, en général maternel, souvent omis, est Corredor.
Víctor Niño Corredor, né le 4 juin 1973 à Paipa (département de Boyacá), est un coureur cycliste colombien. Ses frères Miguel et Libardo sont également cyclistes professionnels.

## Biographie
Né le 4 juin 1973 à Paipa, Víctor est le quatrième fils de Jupertino Niño et Blanca Corredor. Corredor comme leur oncle Israel, un contemporain de Luis Herrera, bon grimpeur mais piètre descendeur, responsable de la présence des frères Niño dans les pelotons. Dans les années 80, en écoutant les retransmissions radiophoniques des compétitions cyclistes internationales, Víctor rêvait d'escalader les cols alpins et pyrénéens. Mais cela restait un rêve jusqu'au jour où son frère aîné Libardo quitte le domicile parental pour habiter chez ses grands-parents. Il travaille alors avec un lourd vélo en fer et prend goût au sport cycliste. Au fur et à mesure que Libardo grimpe dans les catégories d'âge et la hiérarchie du cyclisme colombien, tous ses vêtements, vélos et accessoires reviennent à ses frères, Miguel en premier et Víctor ensuite. Et ainsi en 1989, les trois frères se retrouvent à faire de la compétition cycliste, même si les succès ne sont alors que pour Libardo. À se demander si ce sport était fait pour lui puis à la suite d'une bonne prestation lors d'une étape, d'une échappée, Víctor s'est accroché. Après une quatrième place obtenue lors de la Vuelta de la Juventud des propositions de contrat lui sont offertes. Ainsi, en 1996, il signe pour la formation Selle Italia - Gaseosas Glacial - Magniflex, dirigée par Gianni Savio. Les débuts en Europe sont particulièrement difficiles pour un coureur qui, à la différence de ses adversaires, ignore tout des méthodes d'entraînement moderne, de la nutrition ou des principes de récupération.
Il court dans l'ombre de son frère aîné Libardo, auréolé de ses succès. Pourtant leader de son équipe, ce dernier se fait suspendre pour prise d'EPO. Bien que quelques semaines auparavant, renversé par une voiture lors de la deuxième étape de la Clásica de Fusagasugá, Víctor se brise trois côtes et subit de sévères contusions à la jambe gauche, au point de dormir un temps assis pour ne pas trop souffrir, il se retrouve à devoir le suppléer au Tour de Colombie 2008. Persuadé de devoir abandonner en cours d'épreuve, Víctor Niño réussit néanmoins à finir la course à la cinquième place. 
En novembre 2013, l'équipe continentale paraguayenne Start-Trigon annonce ses deux premiers renforts pour la prochaine saison, Víctor Niño accompagné du Malaisien Ng Yong Li.

## Palmarès
- 1998
  - 5e étape du Tour du Guatemala
  - 2e du Tour du Costa Rica
- 2002
  - 2e étape de la Vuelta al Tolima
- 2004
  - 4e étape de la Vuelta al Tolima
  - Classement général de la Vuelta a Boyacá
  - Clásico Virgen de la Consolación de Táriba
  - 11e étape du Tour du Costa Rica
- 2005
  - 12e étape du Tour de Colombie
  - 3e étape du Doble Copacabana Grand Prix Fides (contre-la-montre par équipes)
- 2006
  - 2e étape du Doble Copacabana Grand Prix Fides
  - 3e de la Clásica de Anapoima
- 2007
  - 4e étape du Doble Copacabana Grand Prix Fides
  - 3e de la Clásica de Girardot
  - 3e du Doble Copacabana Grand Prix Fides
- 2008
  - 6e étape de la Vuelta a Boyacá (contre-la-montre)
  - 2e de la Vuelta a Boyacá
- 2009
  - 4e étape de la Vuelta a la Independencia Nacional
  - 3e du Doble Sucre Potosi GP Cemento Fancesa
  - 3e du Tour du Chiapas
- 2011
  - Vuelta a Boyacá :
    - Classement général
    - 4e étape (contre-la-montre)

  - 4e étape du Tour du Chiapas
  - 3e de la Vuelta a Cundinamarca
- 2012
  - 6e étape du Tour de Taïwan
  - 3e du Tour de Langkawi
- 2017
  - 2e du Jelajah Malaysia
  - 3e du Tour de l'Ijen

## Classements mondiaux
| Année            | 2005 | 2006 | 2007 | 2008 | 2009 | 2010 | 2011 | 2012 |
| ---------------- | ---- | ---- | ---- | ---- | ---- | ---- | ---- | ---- |
| UCI America Tour | 215e | 127e | 165e | 102e | 113e | 52e  |      | 52e  |